# Mittelostalpin
Als Mittelostalpin oder Unteres Zentralostalpin bezeichnen die Geologen jenen Teil des ostalpinen Deckensystems, das durch horizontale Überschiebungen bei der Entstehung der Alpen zwischen die Schichten des Oberostalpinen Kristallinkomplexes (hauptsächlich Zentralalpen) und des Unterostalpin (hauptsächlich Err und Bernina der Ostschweiz, Semmeringgebiet) geriet.
Die Aufwölbung der Ostalpen entstand nicht durch Über- oder Auffaltung, sondern durch Abscheren von ihrer Unterlage (Scherdecken). Das Herkunftsgebiet des Mittelostalpinen Kristallins und des darauf liegenden Oberostalpins liegt weit im Süden; die Schätzungen reichen von etwa 100 bis zu 200 km. Beide Einheiten zählen zu der von Süden anrückenden Erdkrustenplatte, die zur großräumigen Subduktion des damaligen (penninischen) Ozeanbodens (Penninischer Ozean) und zur Alpenbildung geführt hat.
Eingeteilt werden kann das Mittelostalpin nochmals in:
- Mittelostalpines (polymetamorphes) Grundgebirge – das ist beispielsweise die Hauptmasse des Kristallins der Ötztaler Alpen, Niederen Tauern,  Lavanttaler Alpen, oder das Bachergebirge
- Mittelostalpines Deckgebirge – vereinzelte Reste, etwa in den Engadiner Dolomiten oder in den Seckauer Alpen am Liesingtal mit vielgestalter Geologie

Unter dem Mittelostalpin ist heute in drei großen tektonischen Fenstern das Penninikum der Westalpen freigelegt: Im Engadiner und Tauernfenster sowie im Rechnitzer Fenster am Alpenostrand. Zwischengeschaltet finden sich die mehr oder minder verschürften Decken des Unterostalpins.
Der Begriff des Mittelostalpins geht auf Tollmann zurück. Die neuere Strukturgeologie verwendet auch Zentralostalpin, wobei das Obere Zentralostalpin Einheiten wie die nördliche Grauwackenzone, das Grazer Paläozoikum und die Gurktaler Decke umfasst. Das ganze Zentralostalpin wird dabei als Teil des Oberostalpins aufgefasst, und das Bajuvarikum der Nördlichen Kalkalpen als Teil des Oberen Zentralostalpin, das Tirolikum als Teil des Unteren Zentralostalpin aufgefasst, weil die Kalkalpen mit dem Mittelostalpin im Sinne Tollmans ein gemeinsames tektonisches Stockwerk bilden. Diese Neugliederung ist in aktueller Diskussion.